# Philip Guston

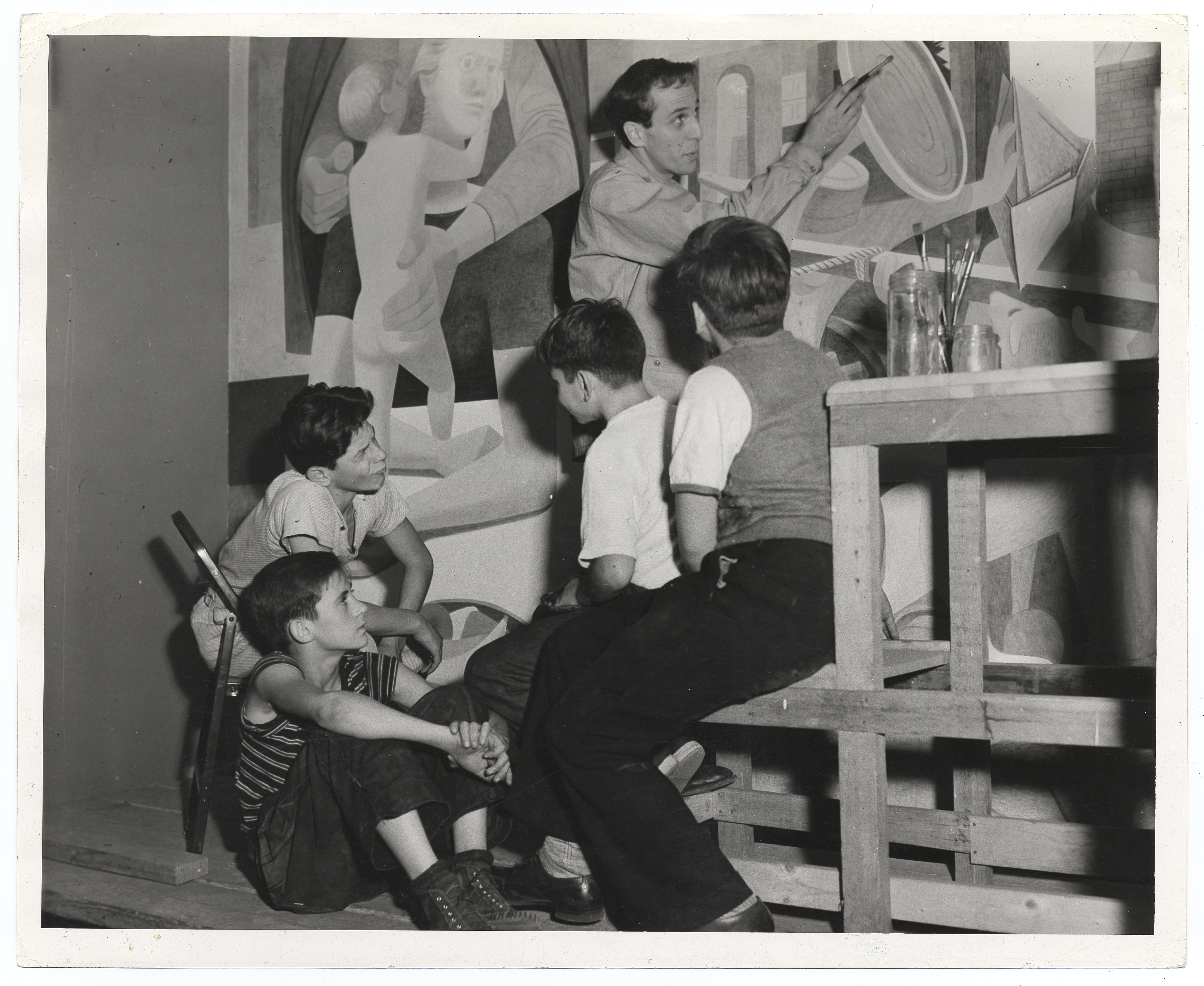
Philip Guston bei der Arbeit an einer Wandmalerei, 1940

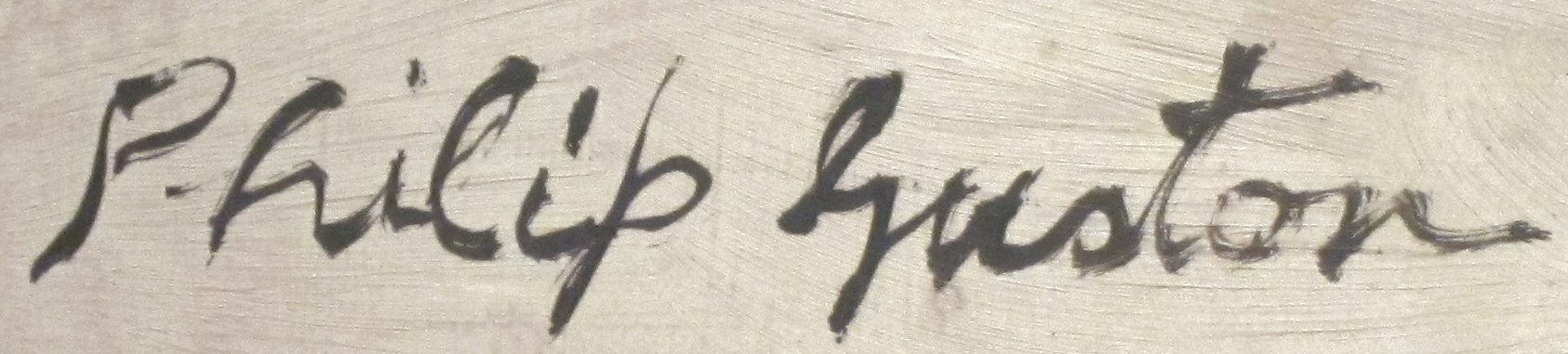
Signatur (1969)

 Philip Guston  (* 27. Juni 1913 als Phillip Goldstein in Montreal, Kanada; † 7. Juni 1980 in Woodstock, New York) war ein US-amerikanischer Maler. Er gehörte zu den bedeutendsten Vertretern des Abstrakten Expressionismus. Er gilt als Vorläufer des New Image Painting.

## Leben und Werk
Guston war das jüngste von sieben Kindern einer russisch-jüdischen Familie aus Odessa, die 1905 nach Kanada auswanderte und 1919 nach Los Angeles (USA) übersiedelte.
Seine Familie wurde in Kalifornien mit den Aktivitäten des Ku-Klux-Klans gegen Juden und schwarze Amerikaner konfrontiert. Als Philip Guston 10 oder 11 Jahre alt war, erhängte sich sein Vater im Schuppen, und Philip fand seine Leiche.
Ab 1925 kopierte Guston, gefördert von seiner Mutter, Comic Strips wie Krazy Kat von George Herriman. 1927 befreundete er sich an der Manual Arts High School mit Jackson Pollock und Manuel Tolegian; ihr Lehrer Frederick John de St. Vrain Schwankovsky machte sie mit der zeitgenössischen Malerei bekannt.
Im folgenden Jahr wurden Guston und Pollock wegen satirischer Zeichnungen von der Schule verwiesen; Guston bildete sich autodidaktisch weiter. 1929 besuchten sie gemeinsam den Hindu-Mystiker Jiddu Krishnamurti im Ojai Valley.
Das Frühwerk von Guston war noch figürlich geprägt. Neben seiner High-School-Ausbildung erhielt Guston auch ein einjähriges Stipendium am Otis Art Institute in Los Angeles. Im Wesentlichen blieb Guston allerdings als Künstler ein Autodidakt.
Seine Ausbildung am Otis Art Institute fand Guston wenig befruchtend und zu akademisch und beendete sie vorzeitig. Er verließ das Institut nach einer nächtlichen Malaktion, die Spuren hinterließ.
1931, im Alter von 18 Jahren, war Guston ein politisch-kritischer Maler. Im gleichen Jahr besuchte er mit Pollock den mexikanischen Maler José Clemente Orozco während dessen Arbeit an dem Wandbild Prometheus im Pomona College in Los Angeles. Guston selbst schuf eine große Wandmalerei in einem Innenraum in Los Angeles, die den Fall der sogenannten Scottsboro Boys thematisierte, einen offensichtlich rassistisch motivierten Justizskandal dieser Zeit mit schwarzen Jugendlichen. Diese Wandmalerei wurde von der örtlichen Polizei verunstaltet. Von 1934 bis 1935 hielt Guston sich in Mexiko auf, wo er durch Vermittlung von Diego Rivera in der ehemaligen Sommerresidenz von Kaiser Maximilian gemeinsam mit Reuben Kadish das Wandbild The Struggle Against Terrorism ausführen konnte.
Im Jahr 1935 schuf Guston (als Phillip Goldstein) eine Wandmalerei im City of Hope National Medical Center (einem Tuberkulose-Krankenhaus) in Duarte (Kalifornien), zusammen mit Reuben Kadish, die bis heute erhalten ist.
1936 zog Guston nach New York. Er arbeitete nun für das Federal Art Project (FAP) (ein Arbeitsbeschaffungsprogramm für Künstler im Rahmen des (WPA) Works-Progress-Administration-Programms).
1940 zog Guston erstmals nach Woodstock und konzentrierte sich nun auf das Tafelbild. Dabei verband er den klaren Stil der mexikanischen Muralisten mit Picassos surrealem Kubismus der 1930er Jahre, aber auch mit der Figurenauffassung der Ashcan School. Nach seinem Wechsel an die State University of Iowa in Iowa City beschäftigte er sich intensiv mit Renaissance-Malerei, zum Beispiel mit den Werken von Paolo Uccello, Masaccio, Piero della Francesca und Giotto.
In den Jahren 1947 bis 1949 hielt sich Guston als Guggenheim-Stipendiat der American Academy in Italien, wo er Giorgio de Chirico, aber auch den jungen John Cage kennenlernte, sowie in Spanien und in Frankreich auf. Auf Ischia entstanden Zeichnungen, die einen wichtigen Schritt zur Klärung der Formen hin zur Gegenstandslosigkeit bedeuteten.
1949 kehrte Guston nach New York zurück und war nun eng mit Robert Motherwell befreundet, der eine zentrale Rolle in der New Yorker Kunstszene einnahm. Von 1951 bis 1959 lehrte er als Dozent an der New York University.
In Gustons Phase gegenstandsloser Malerei ab 1950 bevorzugte er weniger expressive Gesten als eher an Claude Monet erinnernde Lagen kurzer Pinselstriche, weswegen auch das Schlagwort vom Abstrakten Impressionismus für diese Werke geprägt wurde. Guston blieb aber innerhalb der Gruppe der New York School ein Außenseiter, vergleichbar Adolph Gottlieb und Joan Mitchell.
Mitte der 1960er Jahre zeichnete sich bei ihm eine Frustration über die Abstrakte Malerei ab. 1966 kehrte er sogar der Malerei für zwei Jahre den Rücken. Es entstand eine Vielzahl von Zeichnungen, in denen er ein neues, gegenständliches Repertoire entwickelte, das vor allem Alltagsgegenstände, Dinge aus seinem Atelier, Kapuzenmänner und immer wieder glimmende Zigaretten zeigt. So kehrte er zu einem symbolhaltigen Realismus von erschütternder Ausdruckskraft zurück, den schon sein Frühwerk prägte. Die Bilder dieser Zeit sind bis heute die bekanntesten seines Gesamtwerks.
Gustons Aussage über seine gegenstandslosen Bilder, „Ich hatte diese Reinheit einfach satt! Wollte wieder Geschichten erzählen.“, verdeutlicht, wie radikal für den Maler selbst, aber auch für seine Zeitgenossen die Abkehr vom führenden Stil der Nachkriegszeit, dem abstrakten Expressionismus, war. Indem er diesen Schritt vollzog, wurde er zu einer Schlüsselfigur der postmodernen Malerei.
Philip Guston lebte und arbeitete viele Jahre in der Künstlerkolonie in Woodstock (New York), wo er am 7. Juni 1980 im Alter von 66 Jahren starb. Kurz vor seinem Tod wurde Guston zum assoziierten Mitglied (ANA) der National Academy of Design gewählt. Seit 1972 war er Mitglied der American Academy of Arts and Letters. Seinen Nachlass verwaltet die Galerie Hauser & Wirth.

## Ausstellungen (Auswahl)
- 1958: Die neue amerikanische Malerei, Universität der Künste Berlin
- 1959: documenta 2 Kunst nach 1945 Kassel
- 1960: 30. Biennale von Venedig
- 1980: San Francisco Museum of Modern Art (Wanderausstellung)
- 1995: 46. Biennale von Venedig
- 1999: Alchemies of the Sixties Rose Art Museum, Waltham / Examining Pictures Museum of Contemporary Art, Chicago / Gemälde 1947–1979, Kunstmuseum Bonn (2. September 1999 – 11. Januar 2000), danach: Württembergischer Kunstverein, Stuttgart (16. Februar – 24. April 2000), National Gallery of Canada, Ottawa (12. Mai – 30. Juli 2000)
- 2000: In Memory of My Feelings Parrish Art Museum, Southampton, New York / Philip Guston Yale University Art Gallery, New Haven
- 2003: Philip Guston Metropolitan Museum, New York / Happiness – A Survival Guide for Art and Life Mori Art Museum, Tokio / Philip Guston San Francisco Museum of Modern Art / Philip Guston Modern Art Museum, Fort Worth
- 2004: From Pollock to Marden Aspen Art Museum / Faces in the Crowd Whitechapel Art Gallery, London / The Undiscovered Country UCLA Hammer Museum, Los Angeles / Matisse to Freud: A Critic´s Choice British Museum, London / Art and Utopia – Limited Action Museu d´Art Contemporani, Barcelona / AT WAR CCCB Barcelona / Philip Guston Grimm Fine Art, Amsterdam / Voir en Peiture Centre for Contemporary Art Ujazdowski Castle, Warschau / Das MoMA in Berlin Neue Nationalgalerie, Berlin / The Art of Philip Guston Royal Academy of Arts, London / Philip Guston Timothy Taylor Gallery, London
- 2005: 20:TWENTY Cornerhouse Manchester / Big Bang Centre Pompidou, Paris / 51. Biennale von Venedig 2005 / EXIL UND MODERNE Angermuseum, Erfurt / Faces in the Crowd Castello di Rivoli, Turin / Wahlverwandtschaften Das Städel, Frankfurt am Main / Contemporary Voices Museum of Modern Art, New York / Apocalypse Then Krannert Art Museum, Champaign
- 2006: (bis 4. März 2007) Magritte and Contemporary Art Los Angeles County Museum of Art / THE FOOD SHOW Chelsea Art Museum, New York / Philip Guston McKee Gallery, New York / RESONANCE Frith Street Gallery, London / Modernity and Self Mildred Lane Kemper Art Museum, St. Louis / Enigma Variations Santa Monica Museum of Art / Plane/Figure Kunstmuseum Winterthur / Inner Worlds Outside Irish Museum of Modern Art, Dublin / Back to the Future RISD Museum, Providence / The New Landscape Cheim & Read Gallery, New York / Against the Grain Museum of Modern Art, New York / Inner Worlds Outside Whitechapel Art Gallery, London / Drawings Valerie Carberry Gallery, Chicago / Inner Worlds Outside Fundacion la Caixa, Madrid
- 2007: (1. März 2007 – 20. Mai 2007) Philip Guston. Arbeiten auf Papier Kunstmuseum Bonn, danach: (1. Juni 2007 – 26. August 2007) Louisiana Museum of Modern Art, Humlebaek, (7. September – 25. November 2007) Albertina, (13. Dezember 2007 – 2. März 2008) Staatliche Graphische Sammlung München / (10. März 2007 – 27. Mai 2007) paint it blue Neues Museum Weserburg, Bremen / (27. April 2007 – 30. Juni 2007) "Philip Guston – Paintings" Galerie Aurel Scheibler, Berlin (erste Einzel-Ausstellung seiner Gemälde in einer deutschen Galerie)
- 2008: The Private Eye of Philip Guston: The Gemini Editions, Gemini G.E.L. at Joni Moisant Weyl, New York
- 2009: Philip Guston: 1954–1958, L&M Arts, New York, Philip Guston: Small Oils on Panel, 1969–1973, McKee Gallery, New York
- 2010: Philip Guston: Works on Paper, Timothy Taylor Gallery, London, England
- 2013: Philip Guston: Das große Spätwerk, Schirn Kunsthalle Frankfurt, 2014 in den Deichtorhallen, Hamburg[4]
- 2014: Philip Guston, Louisiana Museum of Modern Art, Humlebæk, Dänemark.
- 2015: New York Painting (mit Überblicksausstellungen v. Philip Guston, Robert Ryman und Brice Marden), Kunstmuseum Bonn

## Werke in Museen und Sammlungen
- Akron Art Museum
- Art Gallery of New South Wales, Sydney
- Berkeley Art Museum
- Birmingham Museum of Art, Birmingham / Alabama
- Blanton Museum of Art, Austin
- Centre Georges Pompidou, Paris
- Denver Art Museum
- Des Moines Art Center
- Kunstmuseum Winterthur
- Los Angeles County Museum of Art
- Mildred Lane Kemper Art Museum, St. Louis
- Minneapolis Institute of Arts
- MIT List Visual Arts Center, Cambridge / MA
- MMoCA Madison
- Modern Art Museum, Fort Worth
- Museu d’Art Contemporani de Barcelona
- Museum of Contemporary Art San Diego
- Museum of Fine Arts, Boston
- National Gallery of Canada, Ottawa
- Museo Reina Sofía, Madrid
- Rose Art Museum, Waltham
- Saint Louis Art Museum
- San Antonio Museum of Art
- Smithsonian American Art Museum, Washington
- Staatliche Graphische Sammlung München
- Yale University Art Gallery, New Haven